# Halbmarathon-Weltmeisterschaften 2014
Die 21. Halbmarathon-Weltmeisterschaften (offiziell: IAAF World Half Marathon Championships 2014) wurden am 29. März 2014 in Kopenhagen ausgetragen. Der Leichtathletikweltverband IAAF hatte die Veranstaltung in seiner Sitzung vom 9. bis 11. November 2011 an die dänische Hauptstadt vergeben. Damit fand der Wettbewerb zum zweiten Mal nach Oslo 1994 in einem skandinavischen Land statt.
Für Amateursportler bestand die Möglichkeit an einem Massenrennen teilzunehmen, das zeitgleich mit dem Elitefeld der Männer gestartet wurde. Knapp 27.000 Teilnehmer erreichten hier das Ziel.

## Ergebnisse

### Männer

#### Einzelwertung
| Platz | Athlet                    | Land | Zeit (min/h) |
| ----- | ------------------------- | ---- | ------------ |
| 1     | Geoffrey Kipsang Kamworor | KEN  | 0:59:08      |
| 2     | Samuel Tsegay             | ERI  | 0:59:21      |
| 3     | Guye Adola                | ETH  | 0:59:21      |
| 4     | Zersenay Tadese           | ERI  | 0:59:38      |
| 5     | Nguse Amlosom             | ERI  | 1:00:00      |
| 6     | Wilson Kiprop             | KEN  | 1:00:01      |
| 7     | Ghirmay Ghebreslassie     | ERI  | 1:00:10      |
| 8     | Samson Gebreyohannes      | ERI  | 1:00:13      |

Von 113 Startern des Elitefeldes erreichten 109 das Ziel.

#### Teamwertung
| Platz | Land und Athleten                                                                     | Zeit (h)                        |
| ----- | ------------------------------------------------------------------------------------- | ------------------------------- |
| 1     | Eritrea Samuel Tsegay (2.) Zersenay Tadese (4.) Nguse Amlosom (5.)                    | 2:58:59 0:59:21 0:59:38 1:00:00 |
| 2     | Kenia Geoffrey Kipsang Kamworor (1.) Wilson Kiprop (6.) Kenneth Kiprop Kipkemoi (10.) | 2:59:38 0:59:08 1:00:01 1:00:29 |
| 3     | Äthiopien Guye Adola (3.) Adugna Takele (9.) Bonsa Dida (14.)                         | 3:00:48 0:59:21 1:00:15 1:01:12 |

Insgesamt wurden 18 Teams gewertet.

### Frauen

#### Einzelwertung
| Platz | Athletin               | Land | Zeit (h) |
| ----- | ---------------------- | ---- | -------- |
| 1     | Gladys Cherono         | KEN  | 1:07:29  |
| 2     | Mary Wacera Ngugi      | KEN  | 1:07:44  |
| 3     | Selly Chepyego Kaptich | KEN  | 1:07:52  |
| 4     | Lucy Wangui Kabuu      | KEN  | 1:08:37  |
| 5     | Mercy Jerotich Kibarus | KEN  | 1:08:42  |
| 6     | Netsanet Gudeta        | ETH  | 1:08:46  |
| 7     | Christelle Daunay      | FRA  | 1:08:48  |
| 8     | Valeria Straneo        | ITA  | 1:08:55  |

Von 90 gemeldeten Athletinnen gingen 89 an den Start und erreichten 88 das Ziel.

#### Teamwertung
| Platz | Land und Athletinnen                                                         | Zeit (h)                        |
| ----- | ---------------------------------------------------------------------------- | ------------------------------- |
| 1     | Kenia Gladys Cherono (1.) Mary Wacera Ngugi (2.) Selly Chepyego Kaptich (3.) | 3:23:05 1:07:29 1:07:44 1:07:52 |
| 2     | Äthiopien Netsanet Gudeta (6.) Tsehay Desalegn (9.) Genet Yalew (10.)        | 3:27:05 1:08:46 1:09:04 1:09:15 |
| 3     | Japan Sayo Nomura (15.) Risa Takenaka (17.) Reia Iwade (19.)                 | 3:31:33 1:10:18 1:10:30 1:10:45 |

Insgesamt wurden 15 Teams gewertet.